# Шидловець-Шльонський
Шидловець-Шльонський (пол. Szydłowiec Śląski) — село в Польщі, у гміні Немодлін Опольського повіту Опольського воєводства.
Населення — 122 особи (2011).

## Демографія
Демографічна структура станом на 31 березня 2011 року:
|          | Загалом | Допрацездатний вік | Працездатний вік | Постпрацездатний вік |
| -------- | ------- | ------------------ | ---------------- | -------------------- |
| Чоловіки | 55      | 11                 | 39               | 5                    |
| Жінки    | 67      | 15                 | 39               | 13                   |
| Разом    | 122     | 26                 | 78               | 18                   |